# Anders Alberius
Anders Bertil Alberius, född den 11 februari 1947 i Jönköping, är en svensk präst. Han är domprost emeritus i Skara stift. Han är son till prosten Bertil Alberius och brorson till konstnären Olle Alberius.

## Utbildning
Alberius avlade 1966 studentexamen vid Jönköpings högre allmänna läroverk. Samma år började han teologiska studier vid Lunds universitet. Efter att ha avlagt teologie kandidatexamen prästvigdes han 20 december 1970 för Växjö stift av biskop Olof Sundby. Därefter har han läst kurser i arbetsledning och arbetssociologi vid Högskolan i Kalmar 1992, i religionspedagogik vid Högskolan i Jönköping 1992 och i folkbildningspedagogik vid Linköpings universitet 2001.

## Yrkesliv
Alberius var
1971-72	resesekreterare i Sveriges Kyrkliga Gymnasistförbund, 1972-73	kyrkoadjunkt i Värnamo, 1973-76	stiftsadjunkt för ungdomsarbete i Växjö stift och föreståndare på Kastlösa stiftsgård, 1976-78	präst i Svenska församlingen i Frankfurt am Main, 1978-89	komminister i Kalmar pastorat med tjänstgöring i Sankta Birgitta kyrka men 1987	tjänstledig för arbete som pedagogisk konsulent vid Sveriges Kyrkliga Studieförbund samt vidare  1989-92	stiftsadjunkt för församlingsutveckling i Växjö stift, 1992-2003	generalsekreterare i Svenska Bibelsällskapet och 2003-13	domprost i Skara stift.
Alberius har varit på förslag till biskop vid tre tillfällen: 2002 i Visby stift, 2004 i Skara stift och 2006 i Växjö stift.
Tillsammans med Karl-Gunnar Ellverson introducerade Alberius vuxenkatekumenatet i Sverige. Under hans tid på Svenska Bibelsällskapet utvecklades sällskapet till ett ekumeniskt och kulturellt redskap för bibelbrukets förnyelse, framför allt vid lansering av Bibel 2000. Organisationen byggde också upp ett insamlingsarbete, en bibelbutik med biblar på omkring 100 språk, översättningsprojekt till samiska språk och teckenspråk samt en översättningsenhet, som avlöste Bibelkommissionens arbete.

## Uppdrag
Alberius var ledamot av distriktsstyrelsen Sveriges Kyrkliga Studieförbund i Växjö stift ca 1980-86,
vice ordförande i Religionsvetenskapliga Institutet i Kalmar 1985-92,
ledamot av Kalmar stifts diakonisällskap 1985-90,
ledamot av Svenska Bibelsällskapets styrelse 1991-92,
ledamot av styrelsen för S:t Ansgars stiftelse 1995-2001,
ordförande i United Bible Societies' Nordic Region 1999-2003,
ledamot av Samfundet Pro Fide et Christianismo 2001-,
ledamot av styrelsen för Hjo folkhögskola 2003-13,
ordförande i Herman Hallgrens Stiftelse 2003-13,
vice preses i Skara stifts domkapitel 2003-13,
kontraktsprost i Skara-Barne kontrakt i Skara stift 2003-13,
ledamot av Skara Humanistiska Förbunds styrelse 2005-13, ordförande 2011-13, samt
ecumenical canon vid the Cathedral of All Saints i Wakefield, England 2011-.

## Utmärkelse
Estniska Evangelisk-Lutherska kyrkans medarbetarmedalj för framstående insatser 2012.